# 苏丹后哈米娜
苏丹后哈嘉哈米娜·哈吉哈密顿 (1953年7月15日—)，是马来西亚吉打州前苏丹后 ，已故吉打苏丹端姑阿都哈林的遗孀和第二任妻子。2011年至2016年间出任马来西亚第十四任最高元首后，也是第四位平民出身的最高元首后。丈夫在2017年9月驾崩后，她被继任的丈夫王弟苏丹沙烈胡丁册封为太后。